# Костянка (приток Ушны)
Костянка — река в России, протекает по Судогодскому и Селивановскому районам Владимирской области. Устье реки находится в 101 км по левому берегу реки Ушна. Длина реки составляет 9,1 км, площадь водосборного бассейна 271 км².
Исток реки у деревни Гонобилово в 6 км к северо-востоку от села Мошок. Река течёт на восток, впадает в Ушну выше деревни Юромка. Притоки — Соница (правый), Марса (левый).

## Данные водного реестра
По данным государственного водного реестра России относится к Окскому бассейновому округу, водохозяйственный участок реки — Ока от города Муром до города Горбатов, без рек Клязьма и Тёша, речной подбассейн реки — бассейны притоков Оки от Мокши до впадения в Волгу. Речной бассейн реки — Ока.
Код объекта в государственном водном реестре — 09010301212110000030929.